# Anagrus oahuensis
Anagrus oahuensis is een vliesvleugelig insect uit de familie Mymaridae. De wetenschappelijke naam is voor het eerst geldig gepubliceerd in 2000 door Triapitsyn & Beardsley.